# Мокроусово (Кемеровская область)
Мокроусово (телеут. Tётпёр) — деревня в Новокузнецком районе Кемеровской области. Входит в состав Терсинского сельского поселения.
В 2014 году в связи с расширением шлакового отвала Западно-Сибирского металлургического комбината, начат процесс переселения жителей деревни в предоставленное равноценное жильё. В настоящее время деревня прекратила своё существование.

## География
Центральная часть населённого пункта расположена на высоте 186 метров над уровнем моря.

## История
Изначально проживали телеуты, которые к XX веку полностью ассимилировались среди русских. По переписи 1897 года здесь проживало 317 человек, из них 315 телеуты.

## Население
По данным Всероссийской переписи населения 2010 года, в деревне Мокроусово проживало 138 человек (75 мужчин, 63 женщины).
Национальный состав
По переписи 1897 года основным населением были телеуты.
Согласно результатам переписи 2002 года, в национальной структуре населения русские составляли 92 %.